# Виминария
Виминария (лат. Viminaria) — монотипический род семейства Бобовые, эндемик Австралии. Единственный вид Viminaria juncea имеет сходство с дроковыми из-за чего его также называют «аборигенный дрок» (англ. native broom).

## Описание
Впервые описан в 1795 году Шрадером как Sophora juncea, а в 1824 году получил своё современное название (Хофманнсегг).
Виминария достигает 1,5—6 м в высоту и 1—2,5 м в ширину. Ствол гладкий, основные ветви — восходящие, мелкие ветви — нисходящие. Удлинённые и узкие листья 3—25 см в длину. Цветёт с сентября по январь, соцветия рацемозные до 25 см в длину. Цветок размером 0,8 см в диаметре, жёлтый с оранжевым центром, с типичной формой цветущего горошка. Стручок содержит единственный небольшой плод.
Основное местообитание — заболоченный берег южной Австралии и на восточном побережье (Квинсленд, Новый Южный Уэльс, Виктория, Южная Австралия).

## Разведение в саду
Аборигенный дрок разводится в садах. Это быстрорастущий кустарник, который, однако, может терять в скорости роста к 5—10 годам. Предпочитает кислые влажные почвы и устойчив к заморозкам до −4 °C. Растения, выращенные из семян более устойчивы, чем произведённые из отростков.